# Copaeodes aurantiaca
Copaeodes aurantiaca är en fjärilsart som beskrevs av William Chapman Hewitson 1868. Copaeodes aurantiaca ingår i släktet Copaeodes och familjen tjockhuvuden. Inga underarter finns listade i Catalogue of Life.